# Nordseebilder
Nordseebilder (Nordsjöbilder), op. 390, är en vals av Johann Strauss den yngre. Den spelades första gången den 16 november 1879 i Stora konsertsalen i Musikverein i Wien under ledning av Eduard Strauss. 

## Historia

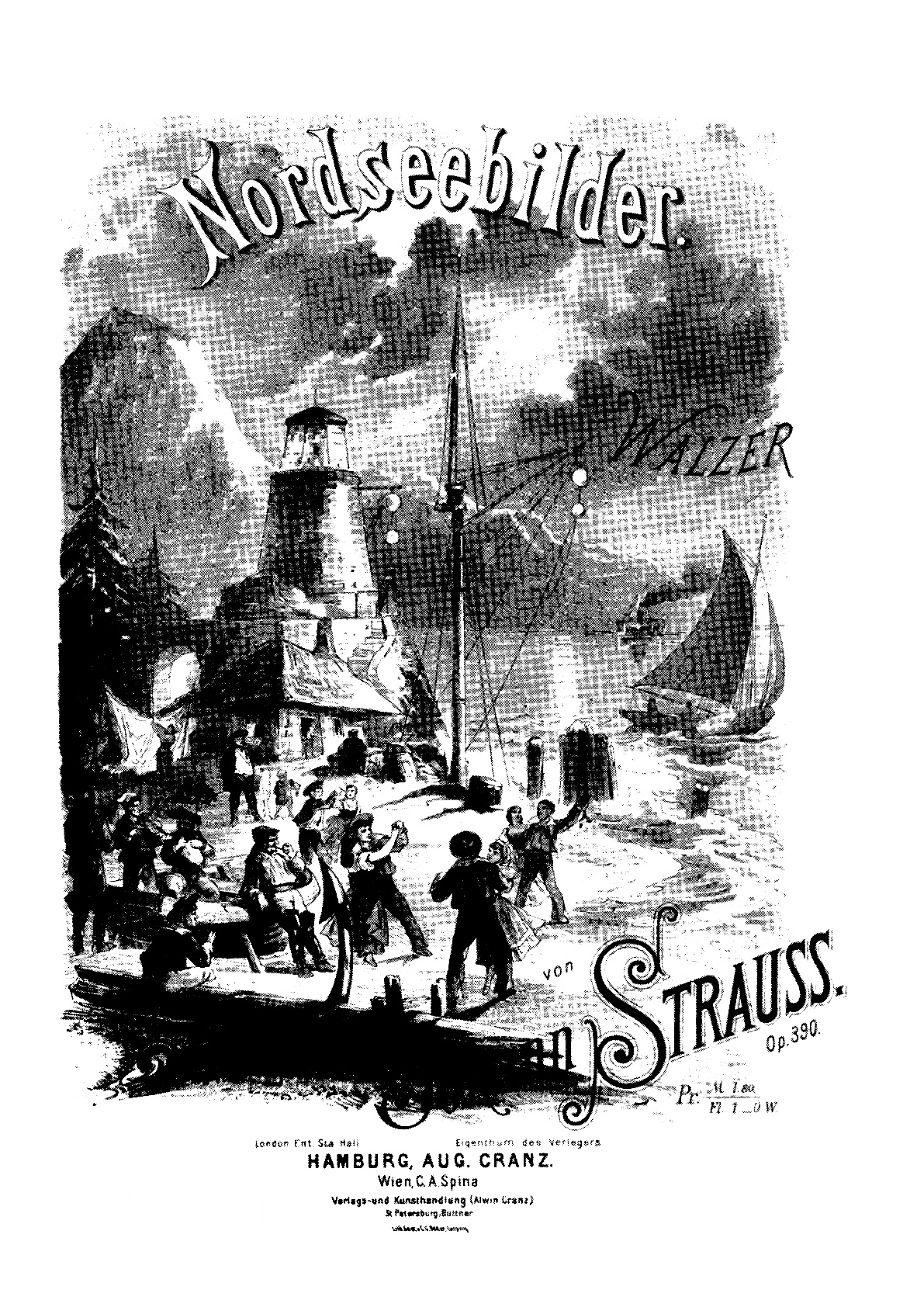
Klaverutdraget till Nordseebilder.

På inrådan av sin läkare tog Johann Strauss semester och for sommaren 1878 och 1879 till den nordfrisiska ön Föhr i Nordsjön. Han åkte med sin hustru Angelika och paret bodde i ett litet hus i Wyk, där Johann inspirerades av det karga landskapet till en komposition. Resultatet blev valsen Nordseebilder och den framfördes första gången av brodern Eduard Strauss vid en konsert i Musikverein den 16 november 1879. Tidningen Fremden-Blatt skrev entusiastiskt: "Valsen, som frambringar de mest lockande melodier, möttes av stora applåder och fick tas om fyra gånger". Två veckor senare dirigerade Johann Strauss själv sin vals i samma lokal.

## Om valsen
Speltiden är ca 9 minuter och 15 sekunder plus minus några sekunder beroende på dirigentens musikaliska tolkning.

## Weblänkar
- Nordseebilder i Naxos-utgåvan.